# Arakida Moritake
Arakida Moritake (荒木田 守武 (Arakida Moritake?); 1473 – 1549) è stato uno scrittore giapponese.
Prete scintoista, fu autore della celebre raccolta 1000 haikai di Moritake (1540), uno dei più antichi esempi di haikai.